# 제1군수지원여단
제1군수지원여단(1st Logistical Support Brigade)은 옛 제3군수지원사령부 삼마부대로도 잘 알려져있는 대한민국 육군의 전투근무지원 여단이며, 제1군단을 지원한다.

## 역사
수도군단, 수도방위사령부, 제1군단과 서울, 경기남부 지역의 육직, 국직부대를 지원하기 위해 제3야전군 예하 제3군수지원사령부로서 1974년 3월 1일에 창설되었다.
2018년 12월 31일, 국방부의 조직개편으로 인해 사령부는 영내의 본부근무대, 영외의 고양시, 파주시에 있는 제1급양대, 11보급대대, 51탄약대대, 81·91정비대대, 601수송대대를 전속하고 제1군단 예하의 제1군수지원여단으로 재편성되었으며, 그 외의 예하 부대는 제1군수지원사령부로 전속하여 제10보급대, 10급양대, 50탄약대대, 80정비대대로 수도군수지원단, 제90정비와 몇몇 부대로 제6군수지원단을 편성하였다. 그리고 오랫동안 지체되었던 지상작전사령부의 설립계획이 진행되어 제1, 3야전군이 해체되었다.

## 편성

### 제1군수지원여단
- 본부근무대
- 제1급양대
- 제11보급대대
- 제51탄약대대
- 제81정비대대
- 제91정비대대
- 제601수송대대

### 제1군수지원사령부[1]
- 통신중대
- 병기
  - 제50탄약대대
- 보급
  - 제10보급대대
- 정비
  - 제80정비대대
  - 제90정비대대
- 급양
  - 제10급양대
- 수송
  - 제600수송대대[2]
  - 제601수송대대[3]
- 의무
  - 제3의무보급대대
- 수의
  - 제3식품검사대

## 기록

### 배속
1. 제3야전군, 1973년 7월 1일
2. 제1군단, 2018년 12월 31일

### 계보
- 1974년 3월 1일, 제3군수지원사령부 (3rd Logistical Support Command)
- 2018년 12월 31일, 제1군수지원여단 (1st Logistical Support Brigade)

### 역대 지휘관
초대 : 예) 준장 박찬웅
2대 : 예) 준장 전용범
3대 : 준장 이정환
4대 : 준장 김용철

## 여단가
```
(1절)
조국의 자유, 평화 지켜온 우리.
호국의 역사를 이어가리라.
밤 낮 잊은 땀방울은 승리의 초석.
전승 보장, 군수지원 사명 다 하라!

(2절)
짙푸른 바다 위도, 거치른 산도
불굴의 투지로 우리는 간다.
거침없는 발걸음은 국군의 동맥.
대한 용사 강한 심장 뛰게 하리라!

(후렴)
힘차게 달리자! 조국을 위하여!
통일의 선봉되리. 1군수지원여단!

```